# Cynanchum juliani-marnieri
Cynanchum juliani-marnieri är en oleanderväxtart som beskrevs av Descoings. Cynanchum juliani-marnieri ingår i släktet Cynanchum och familjen oleanderväxter. Inga underarter finns listade i Catalogue of Life.